# Жванське родовище фосфоритів
Жванське родовище змішаних фосфоритів — виявлено й оцінено у 1954—1957 роках геологами Молдавської експедиції в околицях с. Жван, Мурованокуриловецького району, Вінницька область.

## Загальний опис
Руди цього родовища, крім «кулястих» фосфоритів, містять велику кількість дрібного фосфатного матеріалу, а також фосфатоносний глауконітовий пісок. Причому на частку «кулястих» фосфоритів припадає не більше 15 % оцінених запасів фосфору.
У порівнянні з родовищами «кулястих» фосфоритів якість жванських руд значно нижча. Вміст п'ятиоксиду фосфору в рудах становить від 2 до 9 %, переважно — 3—5 %, а в збагачених концентратах — не вище 14—16 %. Переробка такого концентрату на суперфосфат не рентабельно через значні перевитрати кислоти. Однак, фосфоритне борошно жванського концентрату на кислих подільських ґрунтах за ефективністю дії не поступається суперфосфату. Це підтверджено польовими дослідами, проведеними рядом науково-дослідних установ на основних сільськогосподарських культурах — цукрові буряки, картопля, озима пшениця, овес, гречка, просо, кукурудза. В такому борошні, крім фосфоритової складової частини, міститься до 30—40 % мінералу глауконіту, який у свою чергу містить 6—7 % оксиду калію і, значною мірою, є калійним добривом. Глауконіт сприяє також інтенсивному розвитку азоттвірних бактерій і поповненню ґрунту азотом. Глауконітові піски використовуються як природне добриво-меліорант у європейських країнах, наприклад, у Швейцарії. Нещодавно видобуток і реалізацію глауконіту розпочато в сусідній Хмельницькій області.
Жванські руди, як і «кулясті» фосфорити, залягають на значній глибині й виходять на поверхню тільки на схилах долин. Видобуток можливий тільки підземним способом. Однак потужність рудного пласта — переважно 0,9—1,5 м. Продуктивний пласт складений пухким пісковим матеріалом і перекритий, за винятком крайньої південної частини родовища, стійкою крейдоподібною породою. Це дозволяє застосувати для видобутку високопродуктивні прохідницькі комбайни, і навіть очисні комплекси, які використовуються при видобутку вугілля. Крейдяна покрівля дає змогу в разі потреби збільшувати висоту виробок і не вимагає значних витрат на кріплення.
Оцінені запаси тільки північної ділянки родовища, в перерахунку на збагачений концентрат із вмістом 16 % п'ятиокису фосфору, становлять 5376 тис. тонн. Однак у зв'язку з тим, що за техніко-економічними показниками, розрахованими в 1960-ті роки, родовище поступалося відомим найкращим родовищам України й чинним у Росії рудникам, воно було віднесено до розряду «потенційно промислових».
Новими техніко-економічними розрахунками, виконаними в 1990-ті роки з урахуванням сучасних умов, обґрунтовано можливість освоєння родовища, високу рентабельність виробництва (понад 30 %) і короткий термін окупності вкладень (до трьох років). При цьому потужність підприємства передбачається на рівні 150 тис. тонн фосфоритного борошна на рік, а необхідні капіталовкладення становлять приблизно 10 млн грн.
Жванське родовище завдовжки більш як 10 км. Склад і потужність продуктивного пласта досить непостійні. Умови його залягання вивчені недостатньо добре. Техніко-економічні розрахунки як 1960-х, так і 1990-х років базуються на невисоких середніх показниках по найбільш вивченій Північній ділянці родовища. Але на родовищі відомі виходи рудного пласта зі значно вищими показниками. При більш детальному вивченні можливе виділення окремих ділянок зі значно кращими параметрами та запасами близько 2—3 млн тонн руди.
У 1950-ті роки при пошукових роботах на родовищі були пройдені десятки штолень. Обсяги видобутої для аналізу руди становлять сотні тонн. При цьому виявлені окремі місця з багатими рудами (6—9 % п'ятиокису фосфору) при значній потужності пласта (1—1,5 м) у сприятливих для видобутку умовах.